# Camp de voleibol platja
El camp de voleibol platja és el lloc on es desenvolupa la major part del voleibol platja, és la zona on uns jugadors amb un rol específic podran exercir aquest esport amb els diferents tipus de normes.

## Mesures
La pista és un rectangle de 16 metres de llargària x 8 metres d'amplària des de la vora externa de les línies que delimiten o assenyalen els límits del terreny de joc. Al voltant del camp de joc ha d'haver-hi una banda de seguretat de 3 metres lliures d'obstacles. Les línies divisòries estan formades per material elàstic, flexible, no abrasiu, resistent i sense vores tallants per evitar danys al jugadors. Aquestes línies són de 5 cm d'amplària amb un color que contraste amb el de l'arena, fixades i tensades en cada cantonada mitjançant ancoratges clavats a una profunditat no inferior a 25 cm.
L'orientació solar de l'eix longitudinal ha de coincidir amb la direcció geogràfica N-S, admetent-se una variació compresa entre N-NE i N-NO.

## Xarxa
La xarxa es col·loca verticalment sobre la meitat de la pista, és d'unes dimensions d'un metre d'ample i 8'5 metres de llarg. L'altura de la vora superior de la xarxa es de 2'43 metres per a homes i 2'24 per a dones.